# 泉英里
泉 英里（いずみ えり、7月11日 - ）は、日本の女性声優。プロダクション・エース所属。大阪府出身。

## 人物
方言は関西弁。
趣味・特技は舞台鑑賞、狂言鑑賞。
資格は普通自動車運転免許、秘書検定2級。

## 出演作品

### 吹き替え
- アルティメット・エネミー
- イエスタディ 沈黙の刻印
- イン・ザ・スカイ
- エキストラ
- オンエアー
- ガルーダ
- 救命医ハンク3 セレブ診療ファイル
- ザ・ローマ 帝国の滅亡
- CSI:ニューヨーク7
- 真実ゲーム
- 製パン王 キム・タック
- ハーパーズ・アイランド 惨劇の島（店員）
- パウンド（マギー）

### ドラマCD
- 人間交差点

### ラジオドラマ
- 太郎のいる家（太郎）

### ナレーション
- FEC展示会（ナレーション）ふそうエンジニアリング
- オーシーペットモービル（犬のロッキー）
- 公明党選挙街頭演説用前説ナレーション

### ボイスオーバー
- HP（ウォルマート社長）
- BBC地球伝説

### イベント
- (社)全国宅地建物取引業協会 IT研修会（ナレーション）